# Pierre Pucheu

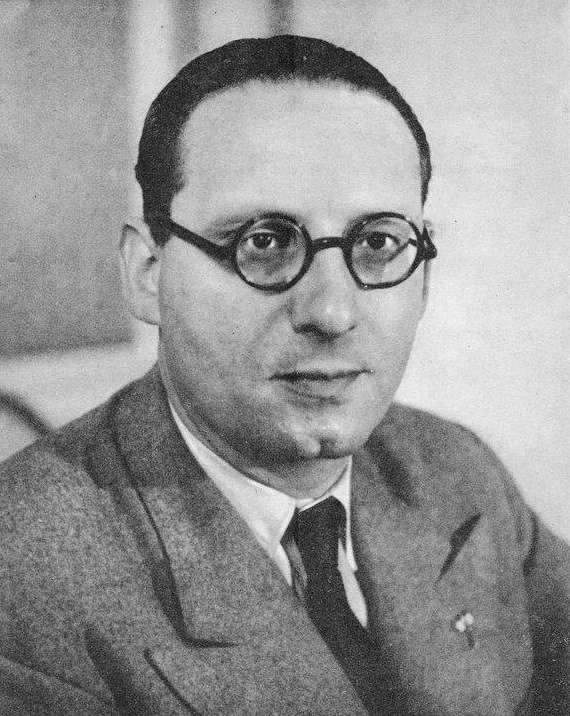
Pierre Pucheu (1941)

Pierre Firmin Pucheu (* 20. Juni 1899 in Beaumont-sur-Oise; † 20. März 1944 in Algier, hingerichtet) war ein französischer Politiker. Von Juli 1941 bis April 1942 war er Innenminister von Vichy-Frankreich.

## Leben
Pierre Pucheu besuchte die École normale supérieure und arbeitete danach in der Industrie. Er leitete die Explorationen des Comptoir sidérurgique (französisches Stahlkartell) bei der Chambre syndicale de la sidérurgie française und wirkte mit an der Schaffung des europäischen Stahlkartells von 1926 unter Robert Schuman.
1934 wurde er Mitglied bei den Croix de Feu von François de La Rocque, einer Vereinigung früherer Kriegsteilnehmer. 1936 trat er dem Parti populaire français des ehemaligen Kommunisten Jacques Doriot bei. Nach dem Angebot einer Führungsposition in der jüdischen Bank Worms verließ er die rechtsextreme Partei 1937 wieder.

### Vichy-Frankreich
Zunächst Staatssekretär für Industrieproduktion, wechselte er am 18. Juli 1941 ins Innenministerium Vichy-Frankreichs und wurde am 11. August als Nachfolger von François Darlan Innenminister. 
Zusammen mit Justizminister Joseph Barthélémy gründete er infolge des Attentats auf den Marineverwaltungsassistenten Alfons Moser durch Gilbert Brustlein in der Pariser Metrostation Barbès-Rochechouart vom 21. August 1941 und zwei weiterer terroristischer Akte die Sections spéciales und die paramilitärische Groupe mobile de réserve (GMR, Vorläufer der Compagnies Républicaines de Sécurité). Als Geiseln, die unter Otto von Stülpnagel hingerichtet wurden, lieferte ihm Pucheu militante Kommunisten des Internierungslagers in Châteaubriant aus.
Nach der alliierten Landung in Nordafrika (Operation Torch) Anfang November 1942 reiste Pucheu nach Casablanca und bat General Henri Giraud um Aufnahme in die Landungstruppen, was dieser akzeptierte.

### Prozess
Auf Einspruch von Gaullisten und Kommunisten wurde er in Rabat verhaftet und in Algier inhaftiert. Er wurde des „Defätismus, Landesverrats, Mordes an Widerstandskämpfern und Jagd nach Arbeitern zum Vorteil des Nazireichs“ angeklagt. Die Ankläger äußerten, dass er längst vom Komitee der Widerstandskämpfer zum Tode verurteilt sei. Die Verteidiger wiesen die Vorwürfe zurück. Sie nannten den Prozess eine kommunistische Verschwörung und General Henri Giraud forderte die Vertagung, bis Frankreich erneut befreit sei. Die Gaullisten bescheinigten Pucheu einen Gesinnungswechsel bereits vor der Landung und lieferten dafür Dokumente.
Pierre Pucheu, der das Schlusswort hatte, sagte: „Die Mehrheit der Franzosen folgte Pétain, solange sie dachten, dass er Frankreich diene. Sind sie Verräter oder drittklassige Patrioten? ... (Meine Verurteilung wird) den ersten Pflock für einen Bürgerkrieg setzen .. Was immer passiert, es lebe Frankreich!“
Pucheu wurde schuldig gesprochen und zum Tode verurteilt. Er war der erste Kollaborateur, der durch die épuration judiciaire hingerichtet wurde. Die Erschießung fand in der Pferderennbahn von Algier statt.